# TOKYO TOWER
「TOKYO TOWER」（トーキョー・タワー）は、1985年5月21日に発売された角松敏生通算6作目のシングル。

## 解説
「TOKYO TOWER」「SECRET LOVER」とも、同日発売のアルバム『GOLD DIGGER〜with true love〜』収録曲で、それぞれアルバムとは別バージョン。
「TOKYO TOWER」は、2012年にリリースされた初のリメイク・ベスト・アルバム『REBIRTH 1 〜re-make best〜』に、リテイク・ヴァージョンで収録された。
現在は廃盤となっている為、オークション等で高値で取引されることがある。

## 収録曲

### SIDE A
1. TOKYO TOWER
  - 角松敏生 作詞 · 作曲 · 編曲、数原晋 ブラス編曲
  - 12インチ・シングル「Special Edition For Dancing“KADOMATSU DE OMA”」[注釈 3]に収録。シングル盤とは別バージョン。
  - 12インチ・シングル収録のクラブ・ミックスをまとめたコンピレーション・アルバム『T's 12 INCHES』[注釈 4]に“EXECUTIVE SPECIAL POWER MIX”として収録。
  - シングル・ヴァージョンは、未CD化。

### SIDE B
1. SECRET LOVER
  - 角松敏生 作詞 · 作曲 · 編曲
  - 12インチ・シングル「Special Edition For Dancing“KADOMATSU DE OMA”」[注釈 3]に収録。

## クレジット
- 担当ディレクター：岡村右

## レコーディング・メンバー

### TOKYO TOWER
- Drums : YOGI HORTON
- Bass : TOMOHITO AOKI
- E.Guitar & Simons : TOSHIKI KADOMATSU
- A.Piano & Synth. : YOSHIHIRO TOMONARI
- RX-11, Synth.Programming : YUZOH HAYASHI
- Simons Programming : N.TOSCH

- Brass
  - Trumpet : SUSUMU KAZUHARA
  - Trombone : YASUO HIRAUCHI
  - A.Sax, T.Sax, B.Sax : JAKE.H.CONCEPTION

- Chorus : YURIE KOKUBU, YOSHIKO YAMAGIWA, KERO ENDOH, TOSHIKI KADOMATSU

- Rap+Written : KING PIN SHAHIEM (From D.ST.)

### SECRET LOVER
- Drums : NOBUO EGUCHI
- Bass : TOMOHITO AOKI
- Synth.Bass : SOHICHI NORIKI
- Synth.Bass Programming : Mr.M (KEISHI URATA)
- Synth. & E.Piano : YOSHIHIRO TOMONARI
- E.Guitar & Scratch : TOSHIKI KADOMATSU
- E.Guitar Programming : N.TOSCH
- RX-11, Synth.Programming : YUZOH HAYASHI

- Chorus : YURIE KOKUBU, YOSHIKO YAMAGIWA, KERO ENDOH

- Rap : EIJI NAKAHIRA, NORIKO MIYAMOTO